# Айн-эт-Тине
Айн-эт-Тине (араб. عين التينة‎) — небольшой город на северо-западе Сирии, расположенный на территории мухафазы Латакия. Входит в состав района Эль-Хаффа. Является административным центром одноимённой нахии.

## Географическое положение
Город находится в восточной части мухафазы, на западных склонах горного хребта Ансария, на высоте 807 метров над уровнем моря.

Айн-эт-Тине расположен на расстоянии приблизительно 21 километра к востоку-северо-востоку (ENE) от города Латакия, административного центра провинции и на расстоянии 223 километров к северо-северо-западу (NNW) от Дамаска, столицы страны.

## Население
По данным официальной переписи 2004 года численность населения города составляла 1333 человек (675 мужчин и 658 женщин). В этно-конфессиональном составе населения преобладают арабы-алавиты.

## Транспорт
Ближайший гражданский аэропорт — Международный аэропорт имени Басиля Аль-Асада.